# Rezesfarkú kolibri
A rezesfarkú kolibri (Boissonneaua matthewsii) a madarak (Aves) osztályába, ezen belül a  sarlósfecske-alakúak (Apodiformes) rendjéhez és a kolibrifélék (Trochilidae) családjához tartozó faj.
Magyar neve, forrással nincs megerősítve.

## Rendszerezése
A fajt Jules Bourcier francia természettudós írta le 1847-ben, a Trochilus nembe Trochilus Matthewsii néven.

## Előfordulása
Dél-Amerikában, az Andokban, Kolumbia, Ecuador és Peru területén honos. Természetes élőhelyei a szubtrópusi és trópusi hegyi esőerdők.

## Megjelenése
Testhossza 12 centiméter.
|  |

## Természetvédelmi helyzete
Az elterjedési területe nagyon nagy, egyedszáma pedig ismeretlen. A Természetvédelmi Világszövetség Vörös listáján nem fenyegetett fajként szerepel.